# Cala Joaquina
La cala Joaquina és una petita platja urbana del municipi de l'Ampolla (Baix Ebre), situada a tocar de l'espigó de llevant del Port de l'Ampolla. Té una longitud de 37 metres i una amplada de 8 metres, formada per sorra gruixuda i grava.